# Vacon (rivière)
Pour les articles homonymes, voir Vacon.
Le Vacon est une petite rivière française du Grand Est qui coule dans le département de Meurthe-et-Moselle. C'est un affluent de la Vezouze en rive gauche, donc un sous-affluent du Rhin par la Vezouze, la Meurthe puis la Moselle.

## Géographie
Le Vacon naît en bordure de la forêt de Grand Cheneau, au pied du massif des Vosges, à Petitmont (altitude de plus ou moins 400 mètres). Après quelques méandres, il s'oriente vers le nord-ouest, direction générale qu'il maintient tout au long de son parcours de 13,5 kilomètres. Il se jette dans la Vezouze (rive gauche) à la limite entre les communes de Barbas et de Blâmont, à 20 kilomètres au nord-nord-est de Baccarat.

## Communes traversées
Le Vacon baigne les communes de Petitmont, Parux, Nonhigny, Harbouey, Domèvre-sur-Vezouze, Barbas et Blâmont, toutes situées dans le département de Meurthe-et-Moselle.

## Hydrologie
Le Vacon est une rivière très irrégulière, à l'instar de ses voisines, notamment la Vezouze. Son débit a été observé durant une période de 40 ans (1969-2008), à Barbas, localité du département de Meurthe-et-Moselle située peu avant son confluent avec la Vezouze. La surface ainsi étudiée est de 35,4 km2, soit la presque totalité du bassin versant de la rivière qui s'étend sur 36,5 km2.
Le module de la rivière à Barbas est de 0,463 m3/s.
Le Vacon présente des fluctuations saisonnières de débit fort marquées. Les hautes eaux surviennent en saison hivernale et se caractérisent par des débits mensuels moyens allant de 0,71 à 0,894 m3/s, de décembre à mars inclus (avec un maximum très net en décembre). À partir de la fin du mois de mars, le débit baisse tout au long du printemps jusqu'aux basses eaux d'été. Celles-ci se déroulent de juillet à septembre inclus, entraînant une baisse du débit mensuel moyen jusqu'au plancher de 0,088 m3/s au mois d'août. Mais ces moyennes mensuelles occultent des fluctuations bien plus prononcées sur de courtes périodes ou selon les années.
Aux étiages, le VCN3 peut chuter jusque 0,011 m3/s (11 litres) en cas de période quinquennale sèche, ce qui est très sévère, le cours d'eau étant alors réduit à quelques filets d'eau. Mais ce fait est fréquent parmi les rivières du plateau lorrain.
Les crues, quant à elles, peuvent être très importantes, compte tenu bien sûr de l'exiguïté du bassin versant. Les QIX 2 et QIX 5 valent respectivement 15 et 20 m3/s. Le QIX 10 est de 24 m3/s, le QIX 20 de 27 m3/s, tandis que le QIX 50 se monte à 31 m3/s.
Le débit instantané maximal enregistré à Barbas a été de 31,9 m3/s le 8 juillet 1987, tandis que la valeur journalière maximale était de 16,6 m3/s le 29 octobre 1998. Si l'on compare la première de ces valeurs à l'échelle des QIX de la rivière, on constate que cette crue de juillet 1987 était d'ordre cinquantennal et donc assez exceptionnelle.
Le Vacon est une rivière abondante parmi les cours d'eau du plateau lorrain en Meurthe-et-Moselle. La lame d'eau écoulée dans son bassin versant est de 418 millimètres annuellement, ce qui est nettement supérieur à la moyenne d'ensemble de la France, tous bassins confondus, et aussi à la moyenne du bassin de la Vezouze (385 millimètres). C'est presque équivalent au bassin de la Meurthe (425 millimètres); c'est par contre légèrement inférieur à la moyenne du bassin français de la Moselle, qui bénéficie des très importantes précipitations vosgiennes (445 millimètres à Hauconcourt en aval de Metz). Le débit spécifique (ou Qsp) atteint le chiffre plutôt robuste de 13,2 litres par seconde et par kilomètre carré de bassin.